# Пір'я принца Вельзького
Пір'я принца Вельзького — це геральдичний бейдж принца Вельзького. Складається з трьох білих страусиних пір’їн, що виходять із золотої корони. Стрічка під короною має гасло Ich dien (Німецька: [ɪç ˈdiːn], "Я служу"). Окрім використання в королівській геральдиці, значок іноді використовується для уособлення Вельзу особливо у валлійському союзі регбі та валлійських полках британської армії.

## Походження бейджа

«Щит миру» Чорного принца

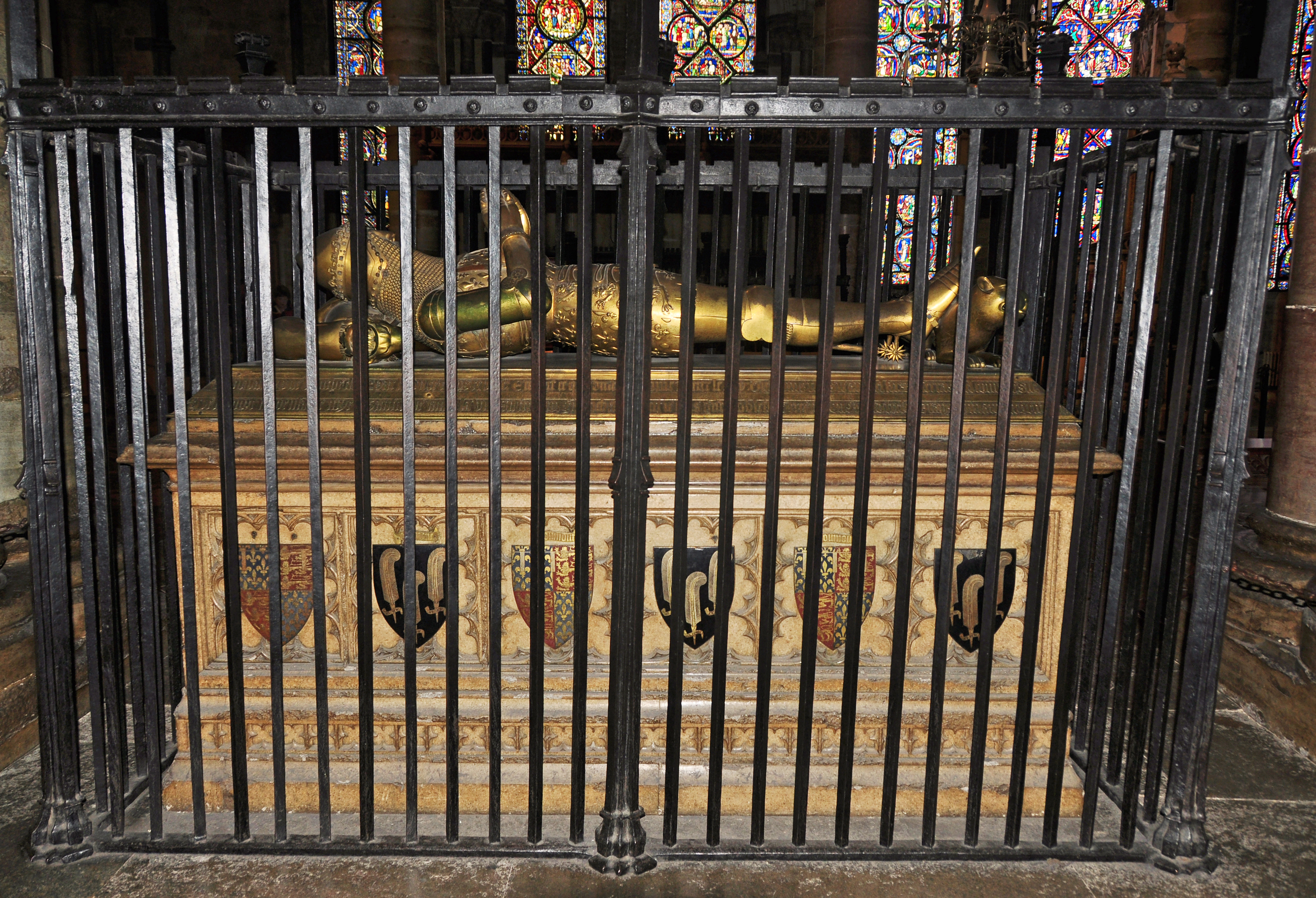
Могила Чорного принца, Кентерберійський собор

Бейдж не має жодного зв'язку з природніми принцами Вельзькими.
Як правило, його використання походить від Едварда, Чорного принца (1330—1376), старшого сина та спадкоємця Едварда III Англійського. Едвард мав герб, як альтернативу своїм бризурам на королівському гербі: у чорному щиті три страусині пір'їни срібного кольору, описаний як «щит миру», мабуть, маючи на увазі щит, який він використовував для боротьби. Цей герб можна побачити на його гробниці в Кентерберійському соборі, де вони чергуються з його королівськими гербами (королівські герби короля Едуарда III відрізняються бризурою із трьома срібними кінчиками). Принц також використовував знаки одного чи кількох страусиних пір'їн в ряді інших контекстів.
Вперше пір'я з'явилося під час одруження Едуарда III з Філіппою Ено, і тому цілком ймовірно, що Чорний принц успадкував бейдж від своєї матері. Філіппа походила від графів Ено, старший син яких носив титул «граф Остревент», страус (фр. autruche, давньофранцузька орфограма, включаючи оструцеві пера, є (можливо) геральдичним каламбуром на цю назву. Як варіант, знак може походити від графів Люксембурзьких, від яких також походила Філіппа і які використовували знак страуса.

Бейдж страусиного пір'я «Sovereygne», який використовував Генріх IV

Едуард III час від часу використовував значки із страусиного пера, як і інші члени королівської родини в XIV—XV століттях. Молодший брат Чорного принца, Джон Гентський, використовував страусине пір'я у кількох контекстах, зокрема на щиті, дуже схожому на «щит миру» Едварда, хоча пір'я бувало горностаєве. Позашлюбний син Едварда, сер Роджер де Кларендон, мав герб, де у срібному полі на чорному перев'язі три срібних страусиних пір'їн. Законний син короля, згодом Річард II вживав бейдж із страусиними перами з кількома кольорами. Генріх IV використовував значок єдиного страусиного пера із завитим навколо нього, що мав девіз «Mavereyne» або «Sovereygne»; а з його синів Генріха V використовував страусине пір'я як вторинний королівський значок у різні часи, Томас Ланкастер, герцог Кларенс, використовував страусове перо з маркуванням; Джон, герцог Бедфорд мав страусине перо із сувоєм «Суверейн»; і Хамфрі, герцог Глостер — страусове перо, усіяне ліліями. Подібними значками користувались інші королівські принци.

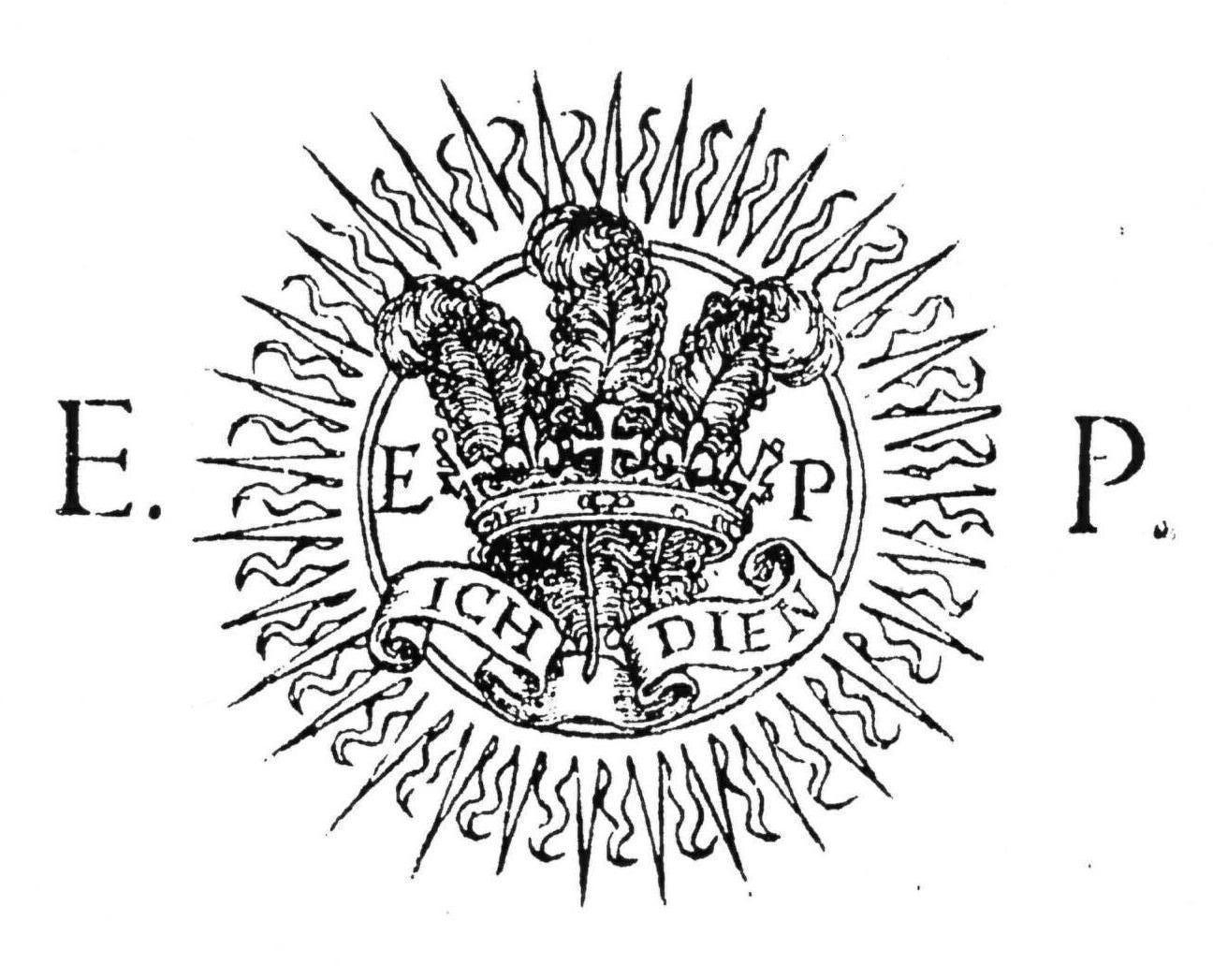
Бейдж принца Едварда (пізніше Едуарда VI), як опубліковано в Джон Leland «Genethliacon illustrissimi Eaduerdi principis Cambriae» (1543)

Перший принц Вельзький, який використовував значок у його сучасному вигляді (тобто три білих пера, оточені коронкою, з девізом Ich dien) — принц Артур (1486—1502), старший син Генріха VII, на початку XVI ст. Він також широко використовувався принцом Едвардом, сином Генріха VIII, а потім Едуардом VI, хоча офіційно він ніколи не номінувався як принц Уельський. Пір'я продовжували використовуватися в якості менш королівських значків, як Єлизавета I серед інших, до кінця століття. Лише з початку XVII століття значок став винятково асоціюватися з принцом Вельзьким. Він є частиною герба принца Вельзького як мінімум з 1901 року.

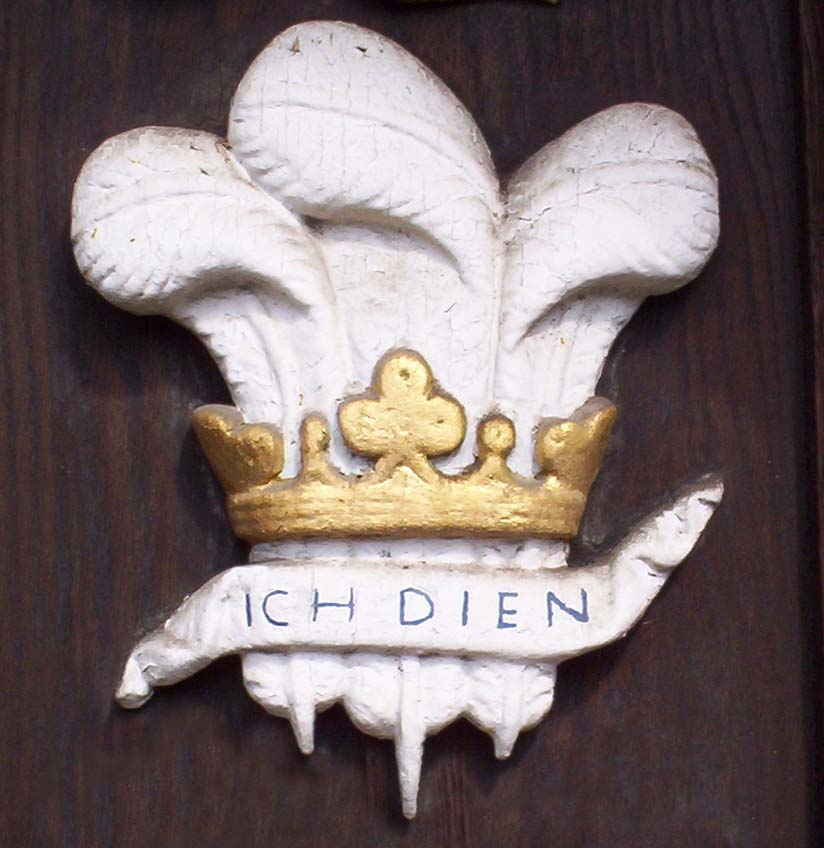
Фарбована різьба початку XVII століття біля головних воріт коледжу Оріель Оксфордського університету

## Популярні розповіді про походження
Згідно з давньою легендою, Чорний принц отримав від сліпого короля Богемії Яна, проти якого він воював у битві при Кресі в 1346 році. Після битви, як кажуть, принц підійшов до тіла мертвого короля і взяв його шолом із нашоломником із страусиним пером, згодом включивши пір'я до свого герба, і прийнявши девіз короля Джона: "Ich dien", як свій власний. Історія вперше з’являється в письмовій формі  в 1376 році, в рік смерті Чорного принца. Однак немає жодної надійної історичної основи для цього, а також жодних доказів того, що король Джон використовував цей клейнод (він насправді мав клейнод у вигляді крил стерв'ятників), ні девіз.
Оскільки ключовим фактором перемоги англійської армії під Кресі було використання валлійських стрільців, іноді також кажуть, що гордість Едварда перед людьми Уельсу призвела його до прийняття символу, що натякає на їхню допомогу. Середньовічний німецький девіз «Ich dien" ("Я служу") є майже омофоном для валлійської фрази "Eich Dyn" що означає "Твоя людина", що могло б допомогти молодому Чорному Принцу отримати шанування валлійських вояків. Однак знову ж таки немає жодних історичних доказів, що підтверджують цю теорію. У 1917 році, під час Першої світової війни, ходили чутки, що девіз може бути офіційно змінений на "Eich Dyn", щоб уникнути використання німецької мови.

## Сучасне використання значка

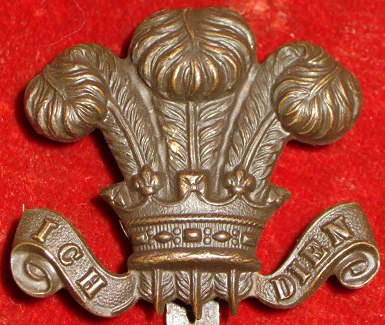
Бейдж кепі Власних стрільців державної служби принца Вельзького

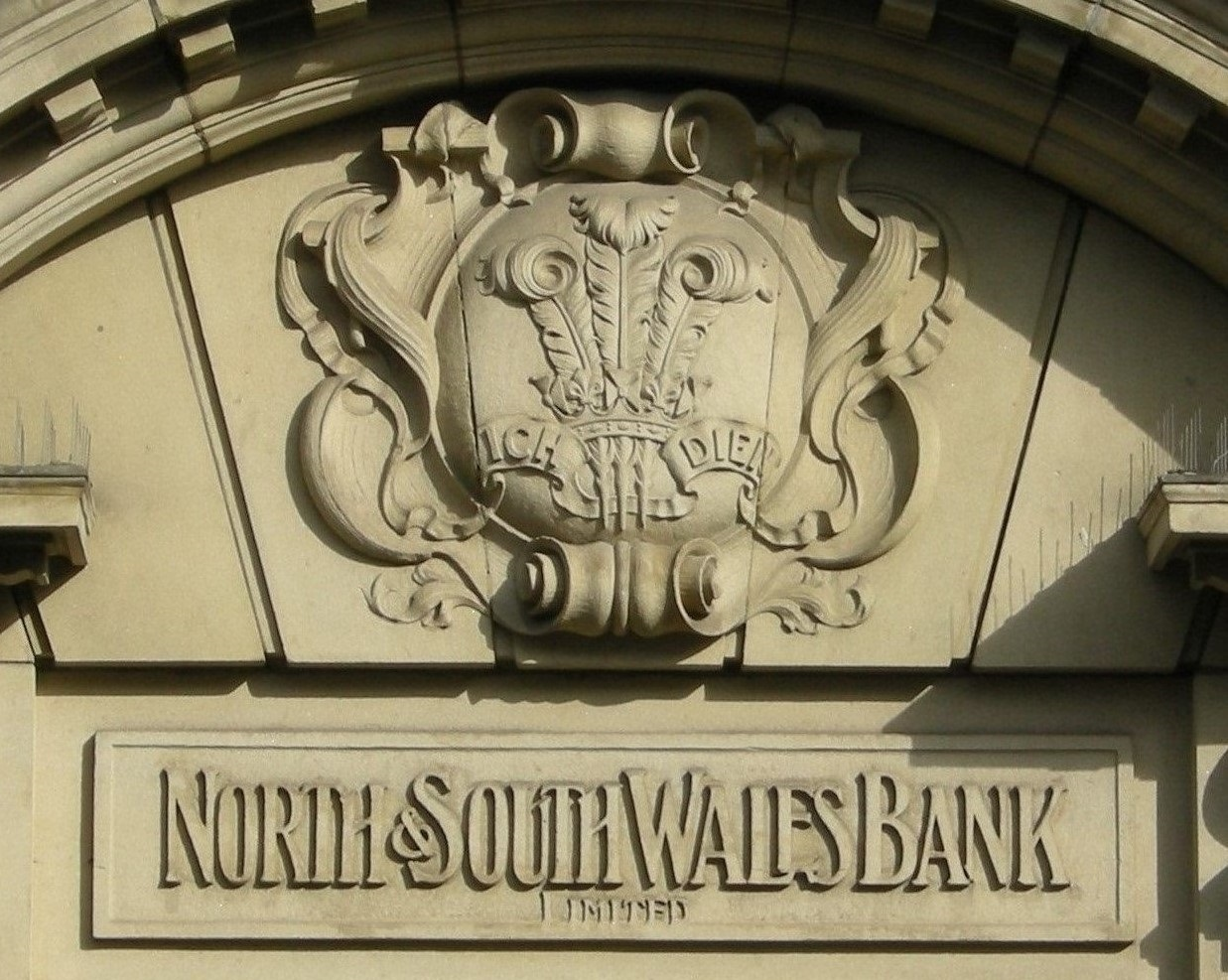
Архітектурне виконання пір’я на колишньому банку Північного та Південного Вельзу, Руабон

### Військове використання
Почесний знак HMS Norfolk має Ich dien під єдиним, увінчаним пером. Бейдж є значком головного убору королівських валлійців, об'єднанням трьох валлійських полків, Королівських фулшелів Аелча, Королівського полку Вельзу та Королівського валлійського полку територіальної армії. Раніше це був нагрудний знак Власних стрільців державної служби Принца Вельзького, девізом якого також було Ich dien.
Значок також виступає елементом на полкових бейджах багатьох інших полків армій Співдружності, які мають історичний зв'язок з принцом Вельзьким:
- Королівські шотландські драгунські гвардійці (карабінери та сірі) (як нагрудний знак)
- Навчальний центр командос Навчальний центр Royal Marines Band Lympstone (частина значка)
- 9-й / 12-й королівські улани (принца Вельзького)
- Королівський полк принцеси Вельзької (Queen's і Royal Hampshires) (частина значка кепки)
- Стаффордширський полк (Принца Вельзького) (частина значка)
- 2 власні гуркхські стрільці короля Едварда VII (стрільці Сірмура)
- Королівські Вельтширські йомени (Власний принца Вельзького) (частина значка кепки)
- Чеширські йомени (графства Честер)
- Почесна артилерійська рота 2 ескадрильї (значок ескадрильї)
- 4-й батальйон 8 Пенджабського полку
- 4/19-й полк легкої кавалерії принца Вельзького
- Королівський полк Канади (частина значка кепки)
- Цейлонська легка піхота
- Бенгальська інженерна група
- Власний полк принцеси Вельзької (частина значка кепки)
- Королівські інженери Королівського Монмутширу (частина значка)
- 2 інженери (армія Пак) з 1805 року власне Принцеси Вельзької
- Королівські гусари (PWO) з 1969 по 1992 [18]
- Королівський індійський військовий коледж принца Вельзького з 1922 р. В даний час відомий як Індійський військовий коледж Раштрія
- HMS Принц Вельзький
- Один піхотний батальйон Південної Африки

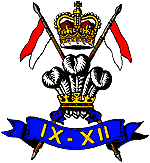
9-й / 12-й королівські улани (принца Вельзького)
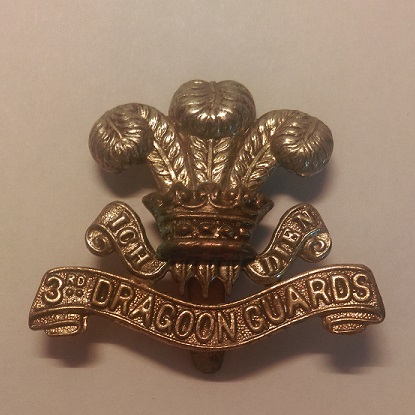
3-й драгунський полк
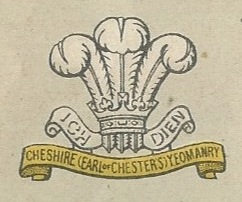
Чеширські йомани
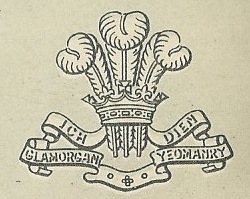
Гланморганські йомани
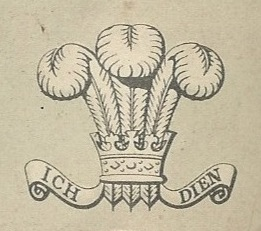
Королівські Вілтширські йомани
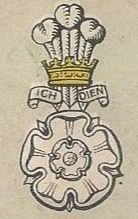
Йоркширські гусари

### Спортивне використання
Традиційно перо носили на трикотажних майках гравців валлійської команди з регбі, їх шили на майках гравців, що представляли валлійські клуби, до існування національної збірної чи союзу. З тих пір він був прийнятий як логотип Валлійського союзу регбі (WRU). У 1990-х WRU змінив форму значка, яким вони скористались для авторського права на дизайн. Новий логотип більш стилізований, замість "Ich dien" замінено "WRU". Як логотип WRU, пір'я принца Уельського також представлені в одному з кварталів значка британських та ірландських левів.
Валлійська регбі-ліга приклеїла до традиційних трьох пір'їн літери "Cymru RL" ("RL"означає "ліга регбі") написані внизу.
Крикетний клуб округу Суррей отримав дозвіл у 1915 році використовувати пір'я для свого значка. Їхня батьківщина, Овал, знаходиться на землі, що належить принцу Вельзькому.
Пір'я з'являються на значку футбольного клубу Рексем.

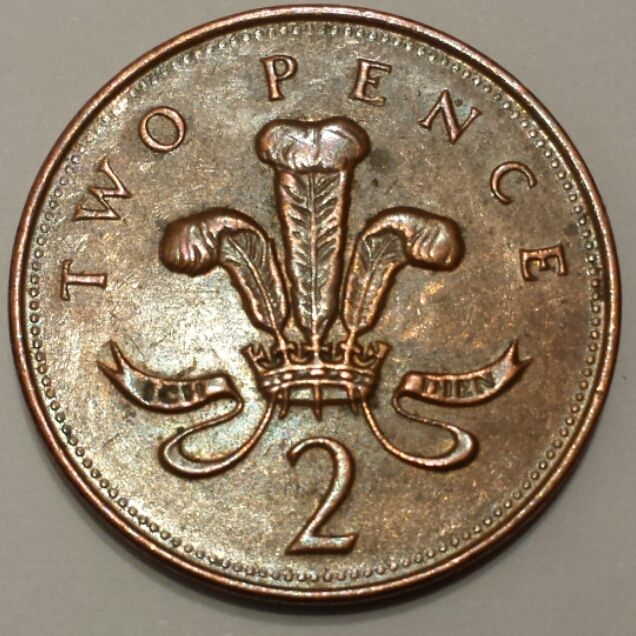
Пір’я на британській монеті у два пенси, 1971–2008

Пір’я використовується як логотип стрілецького клубу Оксфордського університету (OURC).

### Інше використання
Клуб Карлтон використовує пернатий значок коронети як свою емблему, без девізу.
Коледж принца Вельзького, Моратува, Шрі-Ланка, використовував пір’я з моменту створення школи в 1876 році.
Значок з'явився на реверсі британських монет з двома пенсами, викарбованих між 1971 і 2008 роками, багато з яких залишаються в обігу. Значок відображається як марка походження на тих срібних монетах, викарбованих із використанням валлійського видобутого срібла в XVII-XVIII століттях.
Під час Громадянської війни в Англії більшість монет, карбованих Карлом I у різних провінційних монетних дворах, несуть пір'я. На цих монетах з'являються пір'я, оскільки Чарльз I не мав доступу до Королівського монетного двору в Лондоні, а замість цього передав монетний двір Аберіствіт (спочатку створений для монетування валлійського срібла) Шрусбері, а потім Оксфорду як надзвичайний захід. Отже, усі провінційні монетні двори Громадянської війни є фактично підгалузями монетного двору Аберіствіту.
Бейдж був до 1985 року на гербі Пенангу, штату сучасної Малайзії, який був заснований 1786 року як поселення острова Принца Вельзького.
Значок нанесений на фундаментний камінь, закладений 25 лютого 1927 р. Медичного коледжу та лікарні Патна в м. Патна, штат Біхар, Індія, створеного в 1925 р. як Медичний коледж Принца Вельзького. Девіз "Ich dien" досі широко використовується в установі.
Значок використовується товариством на Мальті під назвою «Філармонічне товариство принца Вельзького». Сфера діяльності цієї організації в основному пов’язана з музикою, але також пов’язана зі святом святого Домініка у Вітторіосі на Мальті. Мальта була колонією британської корони протягом 200 років, і існує безліч клубів та організацій, що носять ім'я королівських особистостей.
З 1932 року до скасування в 1965 році в муніципальному районі Барнса в Лондоні на своєму гербі використовували пір'я на основі принца Вельзького, на честь того, що тодішній принц Вельзький (згодом Едуард VIII, а пізніше герцог Віндзора) народився в даному районі.
Рада округу Норфолк отримала спеціальну згоду короля Едуарда VII на використання значка на гербі, на знак визнання Сандрінгемського палацу, який був однією з улюблених резиденцій короля. Едвард утримував титул принца Вельзького 59 років, що робить його найдовшим службовцем.
Похідним від значка є той, що використовується благодійною організацією Prince's Trust, яка допомагає молоді.
Багато пабів у Великій Британії називають Пір'ям принца Вельзького, пір'ям принца або просто пір'ям, особливо в районах, пов'язаних з королівськими маєтками.